# John Franklin
John Franklin (1786 - 1847) foi um explorador inglês que procurou a Passagem do Noroeste.

## Vida
Oficial da Marinha Real Britânica e explorador do Ártico. Depois de servir nas guerras contra a França napoleônica e os Estados Unidos, liderou duas expedições ao Ártico canadense e pelas ilhas do Arquipélago Ártico, em 1819 e 1825, e serviu como tenente-governador da Terra de Van Diemen de 1839 a 1843. sua terceira e última expedição, uma tentativa de atravessar a Passagem do Noroeste em 1845, os navios de Franklin ficaram congelados em King William Island no que é hoje Nunavut, onde morreu em junho de 1847. Os navios congelados foram abandonados dez meses depois e toda a tripulação morreu, de causas como fome, hipotermia e escorbuto.